# 黑头蝰
黑头蝰（学名：Azemiops feae）或称黑头缅蝰，分布于越南、中国西南地区以及缅甸等地区的毒蛇，隶属于蝰科白头蝰属。白头蝰属原为单型属，仅有白头蝰一种，本种的学名 Azemiops feae 原为白头蝰的学名。2013年，有学者根据形态特征将白头蝰属（Azemiops）拆分为两种, 大致以越南的河内以及中国昆明和攀枝花为界, 以东为新种 Azemiops kharini,该种主要在中国分布, 且该类群在未拆分前就因头部特征被称之为“白头蝰”, 因此, 将其中文名冠以“白头蝰”；以西为 Azemiops feae, 中文名则改为“黑头蝰”。

## 保护
本种于2023年被收录入《有重要生态、科学、社会价值的陆生野生动物名录》。